# Francisco Ignacio Pugnaire de Iraola
Francisco Ignacio Pugnaire de Iraola es un  ecólogo español.
Desde 1997, es profesor de investigación del Consejo Superior de Investigaciones Científicas (CSIC), en la Estación Experimental de Zonas Áridas. Su especialización es la ecología fisiológica y funcional.
Es editor de las revistas Journal of Vegetation Science y AOBPlants, y ha formado parte de los comités editoriales de Ecography, Ecosistemas, Frontiers in Plant Science, Scientific Reports y Web Ecology, así como al consejo editorial de The New Phytologist. Ha sido gestor del Plan Nacional de Cooperación Internacional del MEC, presidente del Comité español de DIVERSITAS y representante en la European Platform for Biodiversity Research Strategy y en Biodiversa2. 
Fue miembro del Comité Español de IGBP, de Investigación en Cambio Global, y de la junta directiva de la Asociación Española de Ecología Terrestre. Fue miembro de la dirección de la European Ecological Federation desde 2002 y posteriormente vicepresidente. Actualmente es miembro de la dirección de INTECOL. 

## Algunas publicaciones
- 2001. "Ecosistemas mediterráneos : análisis funcional. Simposio de la Sociedad Española de Ecología Terrestre, Eds.: Regino Zamora Rodríguez, Francisco Ignacio Pugnaire de Iraola". Madrid : CSIC, D.L. xi + 463 pp. ISBN 8400079078
- 2007. Plant Functional Ecology (F.I. Pugnaire y F. valladares, eds).  CRC Press, Boca Raton, Florida, US. 746 pp. ISBN 9780849374883
- 2017. Positive plant interactions and community dynamics, Pugnaire, F.I. (ed.) CRC Press, Boca Raton, FL, US. ISBN 9781138116337

- La abreviatura «Pugnaire» se emplea para indicar a Francisco Ignacio Pugnaire de Iraola como autoridad en la descripción y clasificación científica de los vegetales.[2]